# Trouble (canção de Leona Lewis)
"Trouble" é uma canção da cantora britânica Leona Lewis, gravada para o seu futuro terceiro álbum de estúdio Glassheart. Conta com a participação do rapper Childish Gambino, com a produção e composição a cargo de Naughty Boy e Fraser T. Smith, com auxílio na escrita por Hugo Chegwin, Harry Craze, Leona Lewis e Emeli Sandé. A música marca uma nova direcção na carreira de Lewis, combinando elementos de hip-hop e trip hop com letras a abordarem uma boa relação amorosa que se torna destrutiva. É inspirada pela ruptura amorosa de infância com o ex-namorado Lou Al-Chamaa, sendo que Gambino interpreta um rap poético a meio da faixa.
"Trouble" é influenciada pela banda britânica de trip-hop Massive Attack, com Lewis assumindo um tom assustador na sua performance vocal. Os tons da cantora receberam elogios por parte da crítica que cedo elogiou as emoções cruas, o rap de Gambino e também a sua produção pesada. A sua estreia ocorreu a 21 de Agosto de 2012, durante o programa Breakfast with Scott da BBC Radio 1, servindo como segundo single do disco e sucedendo a "Collide" de 2011, uma colaboração com o DJ sueco Avicii. A editora Sony Music considerou a canção uma prioridade e decidiu marcar o seu lançamento digital para 5 de Outubro de 2012, uma semana antes da edição do álbum.

## Antecedentes e lançamento
A artista começou a planear o seu terceiro álbum Glassheart em Junho de 2010, pouco depois de completar a sua primeira digressão mundial The Labyrinth. O primeiro single do disco, "Collide", é uma colaboração com o DJ sueco Avicii e foi revelado a 15 de Julho de 2011. A editora discográfica de Leona, Syco Music, editou originalmente "Collide" sem creditar Avicii, e como consequência o sueco ameaçou processar a empresa e a cantora por alegar que a música era uma reprodução directa da sua "Penguin". A disputa acabou por ser resolvida com Lewis a convidar Avicii para ser creditado como participante no projecto, transformando o tema numa colaboração. Glassheart tinha lançamento planeado para Novembro de 2011, contudo foi adiado para o início do ano de 2012, depois para a época de verão, e finalmente, ficou decidido que seria divulgado em Outubro de 2012.
"Trouble" é uma das duas canções em que Leona trabalhou com Emeli Sandé e Naughty Boy para o disco, a outra intitulada "Mountains", foi reclamada por Sandé e gravada para o seu álbum de estreia Our Version of Events. Depois do adiamento do projecto, Lewis confirmou que "Trouble" tem um conteúdo forte para ser o segundo single: "Mal posso esperar que todos a oiçam. Estou muito entusiasmada. É uma que eu gosto mesmo". A artista confirmou a edição da segunda faixa de trabalho para Outubro de 2012 juntamente com o disco, quase um ano depois do mesmo estar completo.
A versão com a participação de Childish Gambino estreou na rádio a 21 de Agosto de 2012. De acordo com a publicação Music Week, a Sony Music considerou o single uma prioridade global e será lançado simultaneamente no mesmo dia. "Trouble" foi reproduzida para os media, nomeadamente para Tracey Hart da revista Music Week, em conjunto com "Come Alive" e "Unlove Me". A obra foi também escutada pela equipa do sítio Pop Justice duas vezes, a primeira no final de 2011 e a segunda a 16 de Agosto de 2012, após a sua conclusão.

## Desempenho nas tabelas musicais

### Posições
| Tabela musical (2012) | Melhor posição |
| --------------------- | -------------- |
| Irlanda - IRMA        | 21             |

## Histórico de lançamento
| País        | Data                 | Formato          | Editora discográfica |
| ----------- | -------------------- | ---------------- | -------------------- |
| Mundo       | 21 de Agosto de 2012 | Estreia          | Syco Music, RCA      |
| Irlanda     | 5 de Outubro de 2012 | Descarga digital | Sony Music           |
| Reino Unido | 7 de Outubro de 2012 | Descarga digital | Syco Music           |